# Eman Marković
Eman Marković, né le 8 mai 1999 à Flekkefjord en Norvège, est un footballeur norvégien, qui évolue au poste d'ailier gauche au Sandefjord Fotball.

## Biographie

### En club
Né à Flekkefjord en Norvège, Eman Marković est formé par le Lyngdal IL (en) avant de rejoindre le Molde FK mais il ne fait aucune apparition en professionnel avec ce club. Il rejoint lors de l'été 2018 le HŠK Zrinjski Mostar en Bosnie-Herzégovine. Le transfert est annoncé le 1er juin 2018.
Le 7 août 2019, Eman Marković fait son retour en Norvège, s'engageant avec l'IK Start. Le 17 juin 2020, Marković joue son premier match de première division norvégienne, lors de la première journée de la saison 2020 contre le Strømsgodset IF. Il est titularisé et inscrit son premier but dans l'élite. Les deux équipes se neutralisent toutefois (2-2).
Le 25 février 2022, Eman Marković rejoint la Suède pour s'engager en faveur de l'IFK Norrköping. Il signe un contrat courant jusqu'en décembre 2025,.
Le 9 août 2022, Eman Marković rejoint un autre club suédois, l'IFK Göteborg. Il signe un contrat courant jusqu'en décembre 2025.
Marković inscrit ses deux premiers buts pour l'IFK Göteborg le 31 août 2022, lors d'une rencontre de coupe de Suède face au Torns IF (en). Titularisé, il contribue à la victoire des siens par trois buts à un.
Le 19 février 2024, Eman Marković rejoint le Sandefjord Fotball sous la forme d'un prêt d'une saison avec option d'achat.

### En équipe nationale
Avec les moins de 20 ans, il participe à la Coupe du monde des moins de 20 ans en 2019. Lors du mondial junior organisé en Pologne, il joue trois matchs dont deux comme titulaire. Il se met en évidence lors de la rencontre remportée douze à zéro face au Honduras, où il inscrit un but après être entré en jeu. Avec un bilan d'une seule victoire et deux défaites, la Norvège ne parvient pas à s'extirper de la phase de groupe.
Eman Marković joue son premier et unique match avec l'équipe de Norvège espoirs le 20 novembre 2018, contre la Turquie. Il entre en jeu à la place de Felix Myhre lors de cette rencontre remportée par les siens (3-2).